# Дун Ціу
Дун Ціу (кит.: 董其武; нар. 27 листопада 1898 — пом. 3 березня 1989) — державний і військовий діяч КНР, генерал-лейтенант НРА (1937), генерал КНР (1955).

## Біографія
Народився у повіті Хецзінь провінції Шаньсі.
У 1919 році вступив до створеної Янь Сішанем навчальної військової групи. У 1924 почав службу в армії . Спочатку служив у військах Лю Чженхуа. Пізніше приєднався до Національно-революційної армії та взяв участь у Північному поході. Після цього приєднався до армії Фу Цзої. Починаючи з Манчжурського інциденту, брав активну участь у війні з японськими інтервентами у таких битвах як Оборона Великої Китайської стіни та битва при Байлінмао. В 1937 був проведений в генерал-лейтенанти, прийнявши командування 102 дивізією, і брав участь у Пінсінгуаньській битві.
З жовтня 1946 року губернатор і командувач провінції Суйюань пізніше став заступником командувача Північно-Західного військового та політичного бюро. 19 вересня 1949 року оголосив про мирне звільнення провінції Суйюань.
З 1951 року взяв участь у Корейській війні як командувач 23-го корпусу Китайських народних добровольців.
З 1953 по 1958 роки командувач 69-ї армії НВАК.